# 観心寺 (相模原市)
観心寺（かんしんじ）は、神奈川県相模原市にある仏教寺院。時宗。

## 概略と沿革
『新編相模国風土記稿』に次のようにある。信州松本の浪士、遠藤左近某がこの地に住み、相模川で観音菩薩を得た。無量光寺八代・他阿良光の許で出家し、珠阿弥観心と称し康安元年（1361年）開山したという。
遠藤氏の末裔松本氏とともに、中島、落合氏らによって段丘上の原当麻が新たに開墾されたため、天正14年（1586年）に現在地に移ったと言う。
本尊は運慶作と伝えられている。武相観音札所（武相卯歳観音霊場）の第31番になっている。
現在は無檀寺院で、西にある本寺の無量光寺が兼務している。

## 祭礼
- 御開帳 - 卯年の春に本尊を開帳。直近は2011年。
- 花祭り
- 盆踊り
- 縁日 - 10月9、19、29日

## 交通アクセス
東日本旅客鉄道相模線原当麻駅西口より徒歩1分

## 関連文献
- 「澁谷庄 當麻村 観心寺」『大日本地誌大系』 第38巻新編相模国風土記稿3巻之67村里部高座郡巻之9、雄山閣、1932年8月。NDLJP:1179219/185。